# Zjednoczenie Katolickich Związków Polek
Zjednoczenie Katolickich Związków Polek – zjednoczenie Katolickich Związków Polek. Powstało 5 września 1929 roku. 

## Historia
Zjednoczenie zostało powołane w Poznaniu podczas zjazdu Katolickiego Związku Polek. Odbył on się 5 września 1929 w auli Uniwersytetu i został zorganizowany z okazji obchodów 20–lecia istnienia Związku. Siedzibą Związku był Poznań. Zjednoczenie miało być organem koordynującym katolickie stowarzyszenia kobiece. 
Przewodniczącą była Zofia Rzepecka. W 1931 roku była jedną z reprezentantek Polski podczas obrad Międzynarodowej Unii Stowarzyszeń Kobiet Katolickich, które odbyły się w Warszawie z udziałem przedstawicielek katolickich związków kobiet z Belgii, Francji i Holandii. 
Oddział łódzki (diecezji łódzkiej) powstał w 1931, który w czerwcu 1932 r. odbył swój pierwszy walny zjazd, z udziałem m.in. Z. Rzepeckiej (przew. KZP), H. Sołtanówny (sekr. generalny KZP). Pierwszą przewodniczącą została wybrana Paulina Roszkowska, podówczas żona sędziego Sądu Okręgowego w Łodzi, później łódzkiego adwokata. 
Organem Zjednoczenia był ukazujący się w latach 1933–1939 miesięcznik „Zjednoczenie”. Redagowały go Helena Sołtanówna (sekr. generalny KZP) i Helena Erzepki.